# Aurelian Dragomir
Aurelian Dragomir (Bucareste, 21 de março de 2001) é um saltador romeno, especialista de trampolim e plataforma.

## Biografia
Dragomir começou a competir profissionalmente aos quatorze anos de idade. No Campeonato Europeu de Juniores em 2017, conquistou a medalha de bronze na plataforma sincronizada ao lado de Alin Ioan Ronțu. Após esse desempenho, foi ao Campeonato Mundial de Esportes Aquáticos de 2017, mas finalizou em 42º em sua modalidade. Ele participou dos Jogos Olímpicos de Verão da Juventude de 2018 em Buenos Aires nas modalidades de trampolim e plataforma individual masculino, tendo conquistado a 14ª e 11ª posição respectivamente. Na disputa mista, com a russa Uliana Kliueva, ficou em nono lugar.